# Космос-1465
Космос-1465 је један од преко 2400 совјетских вјештачких сателита лансираних у оквиру програма Космос.
Космос-1465 је лансиран са космодрома Капустин Јар, СССР, 26. маја 1983. Ракета-носач Р-14 Чусоваја (рус. Чусовая) (8К65, НАТО ознака SS-5 Skean) са додатим степеном је поставила сателит у орбиту око планете Земље. 